# Sina Bianca Hentschel

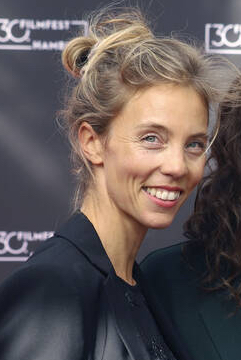
Sina Bianca Hentschel (2022)

Sina Bianca Hentschel (* 21. August 1987 in Sonthofen, Landkreis Oberallgäu) ist eine deutsche Schauspielerin.

## Leben und Karriere
Sina Bianca Hentschel wuchs zunächst in Blaichach auf. Dort entdeckte sie als Kleinkind ihre Leidenschaft für Pferde. Nachdem sie im jüngsten Alter an Turnieren im Springreiten teilgenommen und gewonnen hatte, entschied ihre Mutter, mit der 10-jährigen Tochter nach Warendorf umzusiedeln, damit sie das Reiten dort weiter intensivieren und professionell ausüben kann. So wurde sie aufgrund ihrer Leistungen am Deutschen Olympiade-Komitee für Reiterei in Warendorf aufgenommen, war dort für fast 8 Jahre im Hochleistungssport aktiv und ritt für das deutsche Nationalteam. Ihr langjähriger Trainer war Manfred Kötter, zu ihren Erfolgen zählt der Vize-Europameister-Titel auf ihrem Pferd Angel im Jahre 2001 in Vejer de la Frontera in Spanien. Ein Jahr zuvor sowie im Jahre 2002 holte sie mit ihrer Mannschaft jeweils den Titel beim Nationenpreis in Verona in Italien. Ihre Karriere als Springreiterin beendete sie trotz vollkommener Genesung nach einem schweren Trainings-Unfall im Jahre 2005 auf eigenen Wunsch und zog dann nach München.
Von 2007 bis 2009 absolvierte sie eine Schauspielausbildung an der Schauspielschule Zerboni in München. 2009 gab sie ihr Filmdebüt im Kurzfilm … schließ ganz fest die Äugelein! und spielte dort die Hauptrolle, für die sie im selben Jahr auf dem Fright Nights Filmfestival in Klagenfurt den Preis als „Beste Schauspielerin“ gewann.
2010 drehte sie den Kinofilm Schmutziger Süden unter der Regie von Klaus Lemke, der u. a. auf dem Vienna International Film Festival lief.
In den Folgejahren war sie u. a. in SOKO München unter der Regie von Patrick Winczewski, in drei Folgen der Serie Forsthaus Falkenau sowie in zwei Folgen von SOKO Stuttgart unter der Regie von Rainer Matsutani zu sehen.
2017 drehte sie erneut mit Klaus Lemke den Kinofilm Making Judith!, der seine Weltpremiere im selben Jahr auf dem Filmfest München feierte.
Anfang 2018 stand sie gemeinsam mit Saskia Vester in der Komödie Was dem einen recht ist auf der Theaterbühne und war mit diesem Stück zuerst für 7 Wochen auf deutschlandweiter Theatertournee, bevor das Stück dann zwei Monate täglich an der Komödie im Bayerischen Hof aufgeführt wurde.
Im Anschluss an das Theaterengagement übernahm sie eine Episodenhauptrolle in der ZDF-Serie Ein Fall für zwei neben Wanja Mues und Antoine Monot, Jr. unter der Regie von Thomas Nennstiel.
Parallel stand sie für die Dreharbeiten der ARD-Degeto-Produktion Der Auftrag unter der Regie von Florian Baxmeyer u. a. neben Anja Kling und Oliver Masucci in Rom und Berlin vor der Kamera.
Im Jahr 2019 spielte sie in der 10. Staffel der Amazon Prime Video-Serie Pastewka neben Bastian Pastewka unter der Regie von Erik Haffner und stand in Berlin und Tschechien für den Kinofilm Lassie – Eine abenteuerliche Reise unter der Regie von Hanno Olderdissen neben Sebastian Bezzel, Anna Maria Mühe und Johann von Bülow vor der Kamera.
Ende 2019 stand sie für die ZDF-Serie Professor T. mit Matthias Matschke unter der Regie von Thomas Jahn in Köln vor der Kamera.
Im Jahr 2021 übernahm sie eine Rolle im ZDF-Fernsehfilm Zum Glück zurück zusammen mit Diana Amft unter der Regie von Dirk Regel. Im selben Jahr spielte sie mit August Diehl im Kinofilm Plan A – Was würdest du tun? sowie im Kinofilm Lucy ist jetzt Gangster mit Kostja Ullmann unter der Regie von Till Endemann. Für den ersten deutschen Amazon-Prime-Video-Spielfilm One Night Off stand sie neben Emilio Sakraya vor der Kamera.
Seit 2020 spielt sie die weibliche Hauptrolle neben Heino Ferch in der ZDF-Reihe „Ingo Thiel“. Die Folge Ein Mädchen wird vermisst wurde im November 2021 ausgestrahlt.

## Filmografie (Auswahl)
- 2009: … schließ ganz fest die Äugelein!
- 2009: Schmutziger Süden
- 2012: Forsthaus Falkenau
- 2012: SOKO Stuttgart
- 2012: SOKO München
- 2013: SOKO Stuttgart
- 2016: Making Judith!
- 2017: Arzt mit Nebenwirkung
- 2018: Ein Fall für zwei (Fernsehserie, 1 Folge)
- 2019: Der Auftrag
- 2019: Song für Mia
- 2019: Pastewka
- 2019: Professor T.
- 2020: Lassie – Eine abenteuerliche Reise
- 2021: Die Vergesslichkeit der Eichhörnchen
- 2021: Hubert ohne Staller: Tod dem König
- 2021: Zum Glück zurück
- 2021: Ein Mädchen wird vermisst (Fernsehfilm)
- 2021: Plan A – Was würdest du tun?
- 2021: Was ich eigentlich sagen wollte
- 2021: One Night Off
- 2022: Lucy ist jetzt Gangster
- 2022: Wo ist meine Schwester?
- 2022: Briefe aus dem Jenseits
- 2024: Yvonne und der Tod